# إيني إيكبي
إيني إيكبي (بالإنجليزية: Ini Ikpe)‏، هي مُمثلة نيجيرية، ولدت في ولاية اكوا ايبوم.